# Newry, Mourne and Down
Newry, Mourne and Down (Iers: Iúr Cinn Trá, Múrna agus An Dún) is een district (ONS-code N09000010) in Noord-Ierland. Het ligt in het zuidoosten van Noord-Ierland, grenzend aan de Ierse Zee, in het noordoosten aan Strangford Lough. Newry, Mourne and Down telt 180.000 inwoners. De landoppervlakte bedraagt 1682 km², de bevolkingsdichtheid is dus 107 inwoners per km².
Van de bevolking is 23% protestant en 72% katholiek.
Newry, Mourne and Down ontstond op 1 april 2015 na het Local Government Reform Programme, de herindeling van 26 naar 11 districten in Noord-Ierland. Newry, Mourne and Down kwam tot stand door de samenvoeging van de voormalige districten Newry and Mourne en Down. In vergelijking met de oude graafschappen maakt het district deel uit van het grotere oude County of Down en het zuiden van het grotere oude County of Armagh.
In de naam van het district (en in de namen van de vorige districten) wordt bij Newry, Mourne and Down verwezen naar de plaats Newry, de plaats en het graafschap Down (Downpatrick werd vroeger ook Down genoemd) en naar de Mourne Mountains, een gebergte in het district beschermd als Area of Outstanding Natural Beauty.
De lokale autoriteit is de Newry, Mourne and Down District Council, die de Newry and Mourne District Council en de Down District Council vervangt. De vergaderingen van de raad zijn afwisselend in Downpatrick en Newry. Ook de administratie van het district is verspreid over beide locaties.
Het district wordt bestuurd door 41 raadsleden die verkozen werden in zeven aparte District Electoral Areas (DEAs) die ze als districtsraadslid vertegenwoordigen. Elke DEA leverde zeven, zes of vijf vertegenwoordigers. Deze zeven DEAs zijn: Crotlieve, Downpatrick, Newry, Rowallane, Slieve Croob, Slieve Gullion en The Mournes. De eerste verkiezingen vonden plaats in mei 2014. Het eerste jaar trad de districtsraad op als een soort schaduwraad naast de districtsraden van de oude districten die tot eind maart 2015 in functie bleven.

## Zetelverdeling
De verkozenen na de verkiezing van 22 mei 2014 waren effectief in functie van 2015 tot 2019. Verkiezingen zijn vierjaarlijks.
| Partij                             | Verkozen 2014 | Evolutie 2017 | Verkozen 2019 |
| ---------------------------------- | ------------- | ------------- | ------------- |
| Sinn Féin                          | 14            | 14            |               |
| Social Democratic and Labour Party | 14            | 14            |               |
| Democratic Unionist Party          | 4             | 4             |               |
| Ulster Unionist Party              | 3             | 3             |               |
| Alliance Party of Northern Ireland | 2             | 2             |               |
| UK Independence Party              | 1             | 0             |               |
| Onafhankelijken                    | 3             | 4             |               |

Situatie op 28 december 2017.
Antrim and Newtownabbey · Ards and North Down · Armagh City, Banbridge and Craigavon · Belfast · Causeway Coast and Glens · Derry City and Strabane · Fermanagh and Omagh · Lisburn and Castlereagh · Mid and East Antrim · Mid Ulster · Newry, Mourne and Down